# Vicki Lawrence
Vicki Lawrence, nata Vicki Ann Axelrad (Inglewood, 26 marzo 1949), è una cantante e attrice statunitense. È conosciuta per aver preso parte a giurie di diversi game show fra gli anni settanta e gli anni ottanta e per aver interpretato il personaggio Thelma Harper (nota anche come "Mama") in vari programmi televisivi statunitensi, in particolare il Carol Burnett Show, con Carol Burnett, dal 1967 al 1968. Ha vinto un Premio Emmy per il miglior gameshow del 1976. È anche chiamata Vicki Lawrence Schultz, dal cognome del marito Al Schultz.

## Biografia
Vicki nasce a Inglewood, figlia di Anne Alene ed Howard Axelrad. Si è diplomata alla Morningside High School.

### Carriera televisiva
Ha partecipato ad alcuni episodi di Hannah Montana, come madre di Robby Ray e nonna di Miley Stewart.

### Carriera musicale
Nel 1973 il singolo The Night the Lights Went Out in Georgia arriva in prima posizione nella Billboard Hot 100 per due settimane.

### Vita privata
Nel 1969 ha avuto una relazione con l'attore e cantante Bobby Sherman.
Vicki è stata sposata con Bobby Russell dal 1972 al 1974. Dal 1974 è sposata con Al Schultz, truccatore hollywoodiano; loro hanno due figli: Courtney Allison Schultz (nata il 5 maggio 1975) e Garrett Lawrence Schultz (nata il 3 luglio 1977).

## Discografia

### Album
| Anno | Album                                    | Posizione in classifica | Posizione in classifica |
| Anno | Album                                    | US                      | CAN                     |
| ---- | ---------------------------------------- | ----------------------- | ----------------------- |
| 1973 | The Night the Lights Went Out in Georgia | 51                      | 31                      |
| 1974 | Ships in the Night                       | —                       | —                       |
| 1979 | Newborn Woman                            | —                       | —                       |

### Singoli
| Anno | Singolo                                      | Posizione in classifica | Posizione in classifica | Posizione in classifica | Posizione in classifica | Posizione in classifica | Posizione in classifica | Album                                    |
| Anno | Singolo                                      | US                      | US AC                   | US Country              | CAN                     | CAN AC                  | CAN Country             | Album                                    |
| ---- | -------------------------------------------- | ----------------------- | ----------------------- | ----------------------- | ----------------------- | ----------------------- | ----------------------- | ---------------------------------------- |
| 1969 | And I'll Go                                  | —                       | —                       | —                       | —                       | —                       | —                       | solo singolo                             |
| 1970 | No, No                                       | —                       | —                       | —                       | —                       | —                       | —                       | solo singolo                             |
| 1973 | The Night the Lights Went Out in Georgia     | 1                       | 6                       | 36                      | 1                       | 2                       | 25                      | The Night the Lights Went Out in Georgia |
| 1973 | He Did with Me                               | 75                      | —                       | —                       | 42                      | 16                      | —                       | The Night the Lights Went Out in Georgia |
| 1974 | Ships in the Night                           | —                       | —                       | —                       | —                       | —                       | —                       | Ships in the Night                       |
| 1974 | Mama's Gonna Make it All Better              | —                       | —                       | —                       | —                       | —                       | —                       | Ships in the Night                       |
| 1974 | Old Home Movies                              | —                       | —                       | —                       | —                       | —                       | —                       | solo singolo                             |
| 1975 | The Other Woman                              | 81                      | —                       | —                       | 97                      | —                       | —                       | solo singolo                             |
| 1976 | There's a Gun Still Smokin' in Nashville     | —                       | —                       | —                       | —                       | —                       | —                       | solo singolo                             |
| 1976 | The Other Man I've Been Slipping Around With | —                       | —                       | —                       | —                       | —                       | —                       | solo singolo                             |
| 1977 | Hollywood Seven                              | —                       | —                       | —                       | —                       | —                       | —                       | solo singolo                             |
| 1979 | Don't Stop the Music                         | —                       | —                       | —                       | —                       | —                       | —                       | Newborn Woman                            |
| 1979 | Your Lies                                    | —                       | —                       | —                       | —                       | —                       | —                       | Newborn Woman                            |

## Filmografia parziale

### Attrice

#### Televisione
- The Carol Burnett Show – serie TV, 278 episodi (1967-1978)
- The Eddie Capra Mysteries – serie TV, 1 episodio (1978)
- Supertrain – serie TV, 1 episodio (1979)
- Fantasilandia (Fantasy Island) – serie TV, 1 episodio (1982)
- Laverne & Shirley – serie TV, 5 episodi (1979-1983)
- La mamma è sempre la mamma (Mama's Family) – serie TV 130 episodi (1983-1990)
- Love Boat (The Love Boat) – serie TV, 5 episodi (1978-1986)
- La signora in giallo (Murder, She Wrote) – serie TV, episodi 1x13-2x13 (1985-1986)
- Agli ordini papà (Major Dad) – serie TV, 1 episodio (1991)
- Pappa e ciccia (Roseanne) – serie TV, 1 episodio (1993)
- La legge di Burke (Burke's Law) – serie TV, 1 episodio (1995)
- Un detective in corsia (Diagnosis: Murder) – serie TV, 1 episodio (1996)
- Love Boat - The Next Wave – serie TV, 1 episodio (1998)
- Ally McBeal – serie TV, 1 episodio (1999)
- Cenerentola a New York (Time of Your Life) – serie TV, 2 episodi (2000)
- Prima o poi divorzio! (Yes, Dear) – serie TV, 7 episodi (2001-2005)
- Hannah Montana – serie TV, 5 episodi (2006-2011)
- Great News – serie TV, 4 episodi (2017)
- The Cool Kids – serie TV, 22 episodi (2017-2018)

### Doppiatrice
- Red e Toby nemiciamici 2 (The Fox and the Hound 2), regia di Jim Kammerud (2006)
- Phineas e Ferb (Phineas end Ferb) – serie animata, 2 episodi (2008-2011)

## Doppiatrici italiane
Nelle versioni in italiano delle opere in cui ha recitato, Vicki Lawrence è stata doppiata da:
- Melina Martello in The Cool Kids
- Liù Bosisio in La mamma è sempre la mamma
- Marina Tagliaferri in Hannah Montana
- Antonella Alessandro in Monsters: The Lyle and Erik Menendez Story